# Belső Gyula
Belső Gyula (Kerkakutas, 1918. augusztus 12. – New Brunswick, New Jersey, USA, 1991. szeptember 21.) magyar kereszténydemokrata politikus.

## Életpályája

### Gyermek- és ifjúkora
Római katolikus vallású parasztcsaládból származott. Szülei, Belső Vendel (1878-1948) és Devecz Terézia (1882-1969) is földműveléssel foglalkoztak.
Az iskolát szülőfalujában, Kerkakutasban kezdte. Majd a polgárit Zalaegerszegen végezte el. A mezőgazdasági szakiskola befejezése után Keszthelyen, a gazdasági akadémián szerzett diplomát. Diák évei alatt megismerkedett Mindszenty József zalaegerszegi plébánossal, a későbbi esztergomi érsekkel.
1936-ban a Katolikus Agrárifjúsági Legényegyletek Országos Testülete (KALOT) tagja lett, majd a Magyar Dolgozók Országos Hivatásszervezete vármegyei szervezőjeként tevékenykedett. 1942-ben csatlakozott a Magyar Parasztszövetséghez, 1947-ig, a szervezet felszámolásáig Vas megyei titkár volt.

### Politikai pályája
1945 tavaszán belépett a Független Kisgazdapártba. 1945. november 4-én a Vas megyei választókerületben nemzetgyűlési képviselővé választották. A parlament alakuló ülésén korjegyző volt. Az FKGP katolikus szárnyához tartozott. 1947. február 4-én „mindszentysta magatartása” miatt kizárták a pártból. 1947 augusztusában belépett a Demokrata Néppártba, az 1947. augusztus 31-i országgyűlési választásokon – ezúttal is a Vas megyei választókerületben – ismét mandátumot nyert. Határozott ellenzéki magatartása miatt 1948 áprilisában felfüggesztették mentelmi jogát, majd eljárást indítottak ellene, és december 26-án rendőri felügyelet alá helyezték. Mentelmi jogának megszűnésétől bujdosott.

### Emigrációban
1949. március 15-én lépte át a határt. Ausztriából előbb Párizsba, majd Rómába utazott. Három évig Svájcban élt, 1952-ben az Amerikai Egyesült Államokban telepedett le. 1964-től a New Brunswick-i magyar takarékpénztár igazgatótanácsának a tagja, 1976-tól alelnök, 1984-től 1988-ig a pénzintézet elnöke volt. Egyidejűleg a Bíró-Belső Ingatlanforgalmi Iroda társtulajdonosa.
Az ország elhagyása után tevékenyen részt vett a magyar emigrációs mozgalmakban. Rendszeres vendége volt annak asztaltársaságnak, akik Varga László lakásán gyülekeztek. Még Európában bekapcsolódott a Magyar Keresztény Népmozgalomba. 1949-ben tagja lett a New York-i székhelyű Magyar Bizottmánynak.
New Jersey államban két ízben is a nemzetiségi republikánus szervezet elnökévé választották. Ugyanott 1974-ben a Republikánus Párt képviselőjelöltjeként is fellépett, de vereséget szenvedett. 1982-től Kean kormányzó magyar nemzetiségi tanácsadója. A következő évben az Országos Amerikai Magyar Republikánus Párt elnökévé választották. Két perióduson át a Magyar Amerikai Republikánus Szövetség alelnöke, 1988-tól társelnöke. 1983-ban az Országos Nemzetiségi Szövetség „Az év emberévé” választotta, majd 1989-ben kitüntette a Dwight D. Eisenhower-díjjal. 1984-ben és 1988-ban a Ronald Reagan elnökjelölt megválasztását támogató amerikai magyar szövetség társelnöke; az elnökké választott Ronald Reagan több alkalommal is fogadta. 1988-ban George Bush elnökválasztási kampánya magyar társelnöke. New Brunswickban évekig a magyar Szent László-templom egyházközségének alelnöke, később a pénzügyi bizottság elnöke.

### A rendszerváltozás éveiben
1989-ben Magyarországon beválasztották az újjászerveződő Kereszténydemokrata Néppárt Intézőbizottságába.

## Külső hivatkozások
- Az Országgyűlés almanachja 1947-1949, 45-46. o.
- Belső Gyula. Kereszténydemokrácia Tudásbázis, Barankovics István Alapítvány